# Olgierd Zienkiewicz
Olgierd Cecil Zienkiewicz CBE FREng FRS (Caterham, 18 de maio de 1921 — Swansea, 2 de janeiro de 2009) foi um matemático e engenheiro civil inglês de ascendência polonesa.
Foi um dos pioneiros do método dos elementos finitos (MEF) e autor do primeiro livro sobre o método, publicado em 1967. Desde seu primeiro artigo em 1947, aplicando aproximações numéricas para a análise de tensões em barragens, publicou aproximadamente 600 artigos e escreveu ou editou mais do que 25 livros. 
Foi o primeiro a aplicar o MEF para resolver problemas não relacionados diretamente à mecânica dos sólidos.
Foi professor de engenharia civil na universidade de Swansea no País de Gales, no Instituto de Métodos Numéricos aplicados à Engenharia.
Zienkiewicz recebeu em 1990 a Medalha Real da Royal Society, e em 1998 a Medalha Timoshenko.

## Prêmio Zienkiewicz
O Prêmio Zienkiewicz foi instituído em 1998, com o qual a cada dois anos são agraciados jovens pesquisadores com idade inferior a 40 anos.

## Publicações selecionadas
- The Finite Element Method in Structural and Continuum Mechanics (com Y.K. Cheung), 1967
- The Finite Element Method. Volume 1: The Basis (com R.L. Taylor), 2000
- The Finite Element Method. Volume 2: Solid Mechanics (com R.L. Taylor), 2000
- The Finite Element Method. Volume 3: Fluid Dynamics (com R.L. Taylor), 2000